# ريتشارد ساتكليف
ريتشارد ساتكليف (18 سبتمبر 1954 - ) (بالإنجليزية: Richard Sutcliffe)‏ هو لاعب كريكت بريطاني.